# Climax Jump
Singles de AAA DEN-O form
Black and White
(2006) Get Chu! / SHE no Jijitsu
(2007)
Climax Jump est un single du groupe AAA sorti sous le label Avex Trax le 21 mars 2007 au Japon. Il est sorti sous le nom AAA DEN-O form. Il atteint la 5e place du classement de l'Oricon. Il se vend à 27 320 exemplaires la première semaine et reste classé 45 semaines, pour un total de 109 622 exemplaires vendus. Les paroles ont été écrites par Shôko Fujibayashi et la musique par Shuhei Naruse.
Climax Jump a été utilisé comme thème musical pour la série Kamen Rider Den-O. Climax Jump est présente sur la compilation Attack All Around.

## Liste des titres
| 1. | Climax Jump                     | 4:06 |
| 2. | Climax Jump (power rock edit)   | 3:57 |
| 3. | Climax Jump (sweet ballad edit) | 4:26 |
| 4. | Climax Jump (soul blues edit)   | 3:30 |
| 5. | Climax Jump (instrumental)      | 4:05 |